# Spiranthes torta
Spiranthes torta är en orkidéart som först beskrevs av Carl Peter Thunberg, och fick sitt nu gällande namn av Leslie Andrew Garay och Herman Royden Sweet. Spiranthes torta ingår i släktet skruvaxsläktet, och familjen orkidéer. Inga underarter finns listade i Catalogue of Life.